# Arnoud Nijhuis
Arnoud Nijhuis (* 9. Juli 1989 in Zwolle) ist ein ehemaliger niederländischer Paracycler in der Klasse C1.
Arnoud Nijhuis wurde mit dem Möbius-Syndrom geboren, einer angeborenen Anomalie. Nijhuis leidet deshalb unter anderem an einer Lähmung der Gesichtsmuskulatur, da die dafür erforderlichen Hirnnerven nicht angelegt sind. Das führt auch zu Schluckbeschwerden und Sprechproblemen. Zudem hat er Klumpfüße, die linke Körperhälfte ist weniger entwickelt, und die Schultermuskeln sind kaum ausgebildet. Monatelang musste Nijhuis in Gips liegen, auch wurde seine Achillessehne operativ verlängert, und er muss Spezialschuhe tragen. Im Alter von zwei Jahren wurden seine Augen und seine linke Hand operiert.

## Sportliche Laufbahn
Im Alter von sechs Jahren begann Nijhuis mit Fußball. Obwohl er zahlreiche Verletzungen an Füßen und Beinen hatte, spielte er bis zum Erwachsenenalter; dann versuchte er sich im Laufsport, hatte aber auch dort mit Verletzungen zu kämpfen. 2010 begann er im lokalen Radsportverein mit dem Radsport. Bei einem Talentsuchtag in Rotterdam lernte er den niederländischen Paracycling-Nationaltrainer Eelke van der Wal kennen. Dieser überzeugte ihn, im Leistungsradsport aktiv zu werden. Er wurde in der Kategorie C1 eingruppiert.
2013 wurde Arnoud Nijhuis Weltmeister im Straßenrennen. 2016 errang er den WM-Titel im 1000-Meter-Zeitfahren auf der Bahn. Im selben Jahr errang er auf der Bahn zwei Medaillen bei den Sommer-Paralympics in Rio de Janeiro, eine silberne im Zeitfahren, eine bronzene in der Einerverfolgung. Nach seiner Rückkehr aus Brasilien wurde er in seinem Heimatort Balkbrug mit einem Korso gefeiert.
Bei den UCI-Paracycling-Bahnweltmeisterschaften 2018 holte Nijhuis Silber in der Einerverfolgung und Bronze im Scratch. Das Ziel von Nijhuis war, bei den Sommer-Paralympics 2020 in Tokio zu starten. Damit er finanziell gesichert war, wurde die Stichtung Arnoud Top naar Topsport gegründet. Aufgrund andauernder gesundheitlicher Probleme musste er jedoch im Sommer 2018 seine sportliche Laufbahn beenden.

## Erfolge

### Bahn
2014
- Bahn-Weltmeisterschaft – 1000-Meter-Zeitfahren

2015
- Weltmeisterschaft – 1000-Meter-Zeitfahren

2016
- Weltmeister – 1000-Meter-Zeitfahren
- Weltmeisterschaft – Einerverfolgung
- Sommer-Paralympics – Bahn – 1000-Meter-Zeitfahren
- Sommer-Paralympics – Bahn – Einerverfolgung

2018
- Weltmeisterschaft – Einerverfolgung
- Weltmeisterschaft – Scratch

### Straße
2013
- Weltmeister – Straßenrennen

2014
- Straßen-Weltmeisterschaft – Straßenrennen